# Уйпешт (футбольный клуб)
«Уйпешт» (венг. Újpest Football Club) — венгерский профессиональный футбольный клуб из города Будапешта основанный в 1885 году. Ранее представлял одноимённый город, который в 1950 году вошёл в состав Будапешта, став одним из его районов. «Уйпешт» является одним из старейших и наиболее титулованных клубов Венгрии. В активе команды двадцать титулов чемпиона Венгрии по футболу, девять Кубков Венгрии и три Суперкубка Венгрии. «Уйпешт» неоднократно представлял Венгрию в еврокубках, становился финалистом Кубка ярмарок, полуфиналистом Лиги чемпионов УЕФА и Кубка обладателей кубков УЕФА. Клуб дважды выигрывал Кубок Митропы и становился обладателем Кубка Наций.
В настоящее время выступает в Национальном чемпионате I, высшем дивизионе чемпионата Венгрии по футболу. Домашние матчи проводит на стадионе «Суса Ференц», вмещающем 14 817 зрителей.

## История клуба
Как спортивный клуб «Újpesti Тоrnа Egylet» основан 16 июня 1885 года в Уйпеште, в те времена ещё пригороде Будапешта, школьным учителем Яношем Голлем. Основными направлениями клуба в первые годы существования стали гимнастика и фехтование. 31 декабря 1899 года в Уйпеште был сформирован футбольный клуб «Уйпешт». Цветами новой команды стали лилово-белые тона. 29 апреля 1900 года в своём первом официальном матче клуб сыграл вничью 1:1 с «III. Керюлети». В 1901 году этот футбольный клуб становится частью спортивного клуба, после чего дебютирует во втором дивизионе Венгрии по футболу. В 1904 году «Уйпешт» вышел в элитный дивизион, однако по итогам сезона 1911/12 вылетел из него.

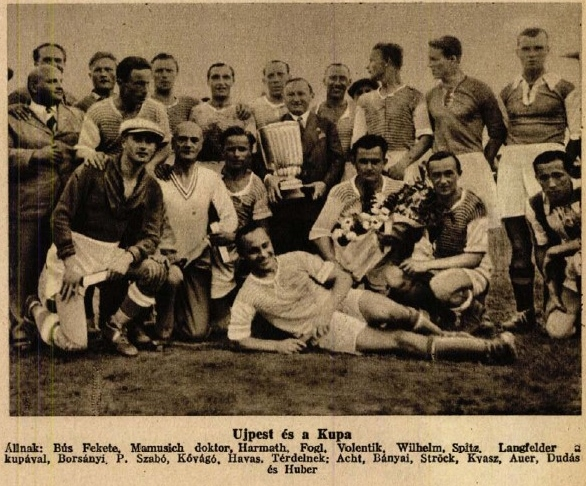
«Уйпешт» победитель Кубка Наций. 1930 год.

В 1922 году «Уйпешт» открывает новый стадион «Медьери ути», с открытием которого многие связывают начало золотой эры в истории клуба. Именно в 20-е годы за «Уйпешт» играют братья Карой и Йозеф Фогль, которые формируют знаменитый как в истории «Уйпешта», так и сборной Венгрии — «Фогль-барьер». Своё имя эта формация получила за свою надёжность и непроходимость. Братья идеально дополняли друг друга в игре, за что они считаются одними из самых лучших защитников своего времени. В сезоне 1929/30 «Уйпешт» нарушает гегемонию тогдашних грандов, «Ференцвароша» и «МТК», впервые выиграв золото чемпионата Венгрии. В том же сезоне после победы над «Славией Прага» 7:3 по сумме двух встреч «Уйпешт» выигрывает свой первый международной трофей — Кубок Митропы. В сезоне 1930/31 команде удаётся не только защитить свой титул чемпиона Венгрии, а и добиться своего очередного международного успеха, выиграв Кубок Наций — турнир чемпионов ведущих европейских стран, прообраз будущего Кубка чемпионов. В 1938 году пять игроков «Уйпешта» в составе сборной Венгрии стали серебряными призёрами чемпионата мира по футболу. В 1939 году клуб снова стал победителем Кубка Митропы, обыграв в финале турнира «Ференцварош». В общей сложности до Второй мировой войны «Уйпешт» выиграл пять чемпионских титулов, а также в период с 1926 по 1942 годы команда постоянно входила в тройку призёров. В эти же годы клуб играл в пяти финалах национального Кубка, но все их проиграл. Многие успехи клуба тех лет были связаны с именем выдающегося бомбардира Дьюлы Женгеллера и его помощника по атаке Енё Винце.
В послевоенные годы «Уйпешт» продолжил свой успешный период, выиграв сразу три чемпионата Венгрии подряд. За команду заблистал Ференц Суса, с годами ставший не только самым известным игроком в истории клуба и лучшим бомбардиром чемпионата Венгрии с 393 голами. Их связка с Дьюлой Женгеллером помогла «Уйпешту» за 30 игр забить 187 мячей. С приходом к власти коммунистов и усиления роли «Гонведа», команда начинает понемногу отходить на вторые роли. Клуб переименовывают в «Будапешт Дожа», таким образом, обозначив его принадлежность к полиции, выбравшей его как свой клуб. Помимо этого даже планировалась переименование клуба в «Динамо», что было распространённым именем полицейских клубов в соцстранах. В 1951 году при попытке покинуть территорию Венгрии был арестован защитник клуба Шандор Сюч. Несмотря на прошения таких известных футболистов, как Йожеф Божик, Ференц Суса и Ференц Пушкаш к властям страны, Сюч был казнён 4 июня 1951 года за «госизмену». Венгерские спортсмены нередко пытались покинуть страну в те годы. Обычно это заканчивалось для перебежчиков тюремными сроками, а не казнью, но на момент ареста Сюч числился офицером полиции, что стало отягчающим обстоятельством для суда. После революции 1956 года венгерские власти отказали клубу в просьбе вернуть своё старое название, хоть и частично удовлетворили просьбу команды позволив им называться «Уйпешт Дожа».

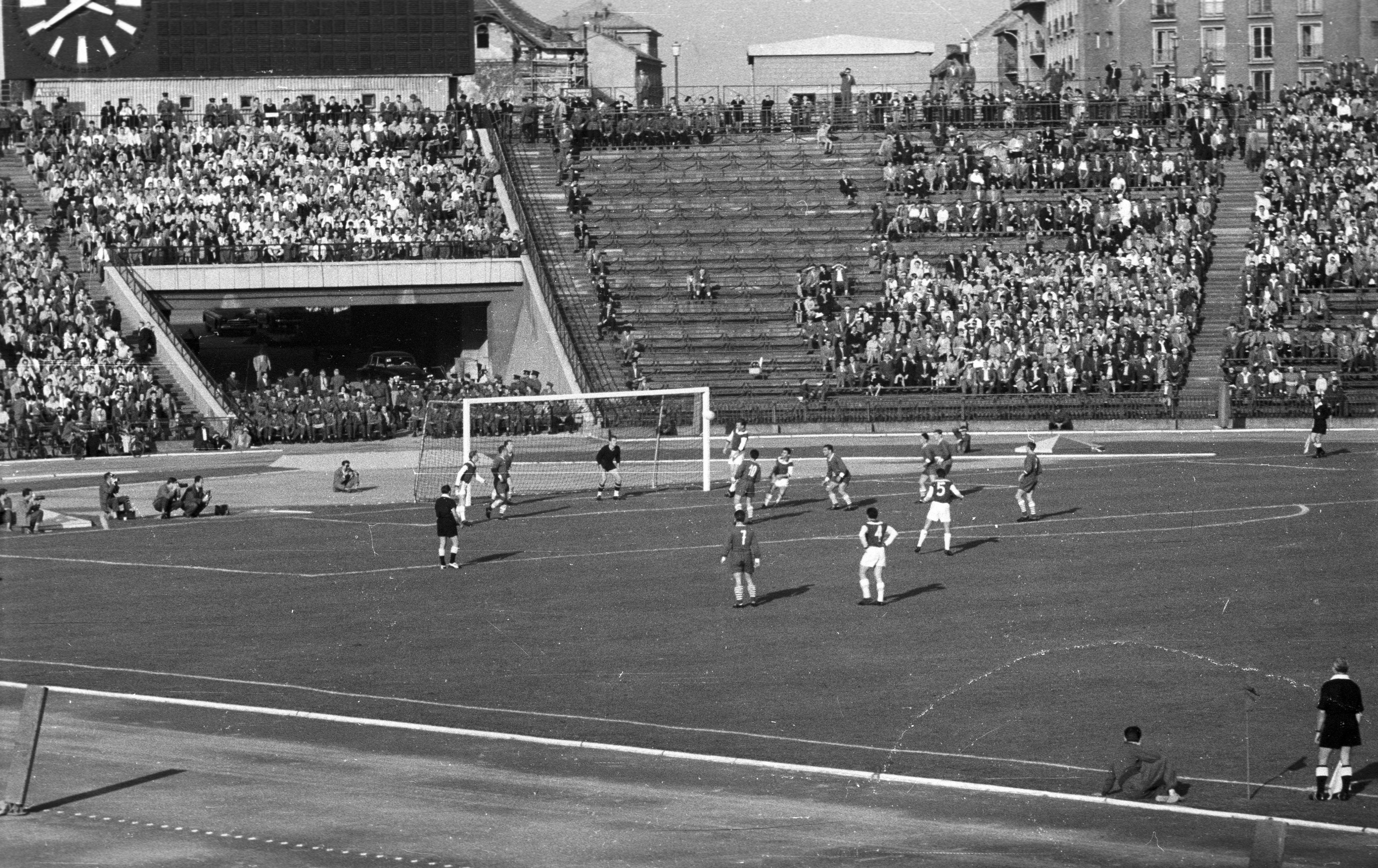
«Ференцварош» — «Уйпешт». 1960 год.

В сезоне 1959/60 клуб вновь стал чемпионом страны. Это ознаменовало собой начало нового подъёма в истории клуба и начала активного участия «Уйпешта» в еврокубках. В 1962 году клуб дошёл до полуфинала Кубка обладателей кубков. В 1967 году на пост тренера «Уйпешта» был приглашён Лайош Бароти, который выстроил настолько сильную команду, что в период с 1969 по 1979 годы «Уйпешт» выиграл сразу девять чемпионских титулов, причём семь из них подряд в начале 70-х. На евроарене в сезоне 1966/67 «Уйпешт» вновь вышел финал Кубка Митропы, однако проиграл чехословацкому «Спартаку Трнава» со счётом 4:5 по сумме двух встреч. В сезоне 1968/69 «Уйпешт» вышел в финал Кубка ярмарок, но проиграл английскому «Ньюкасл Юнайтед» со счётом 5:3 по сумме двух встреч. В Кубке европейских чемпионов (сейчас Лига чемпионов) сезона 1972/73 «Уйпешт» выходит в четвертьфинал турнира, но проигрывает итальянскому «Ювентусу» только из-за правила выездного гола. В сезоне 1973/74 «Уйпешту» удаётся выйти в полуфинал Кубка европейских чемпионов, где клуб терпит поражение от немецкой «Баварии», ставшей победителем того розыгрыша. Важными игроками тех золотых лет были: Ласло Фазекаш, Ференц Бене, Анталь Дунаи, на смену которым пришли Андраш Тёрёчик и Ласло Фекете.
80-е годы отметились постепенным отходом венгерского футбола на вторые роли на евроарене. На протяжении этого десятилетия «Уйпешту» удалось выиграть только одно серебро и бронзу чемпионата Венгрии, однако клубу сопутствовал успех в Кубке Венгрии. Клуб трижды становился обладателем этого трофея в 1982, 1983 и 1987 годах. Единственными значимыми достижениями на международной арене стали хорошие результаты команды в Кубке обладателей кубков. В сезоне 1982/83 в рамках 1/16 этого турнира клуб побеждает действующего чемпиона Кубка УЕФА шведский «Гётеборг» с общим счётом 4:2 по сумме двух встреч. В сезоне 1984/85 «Уйпешт» вышел в четвертьфинал Кубка обладателей кубков, в котором шотландский «Абердина» одержал верх над «Уйпештом» только в дополнительное время.

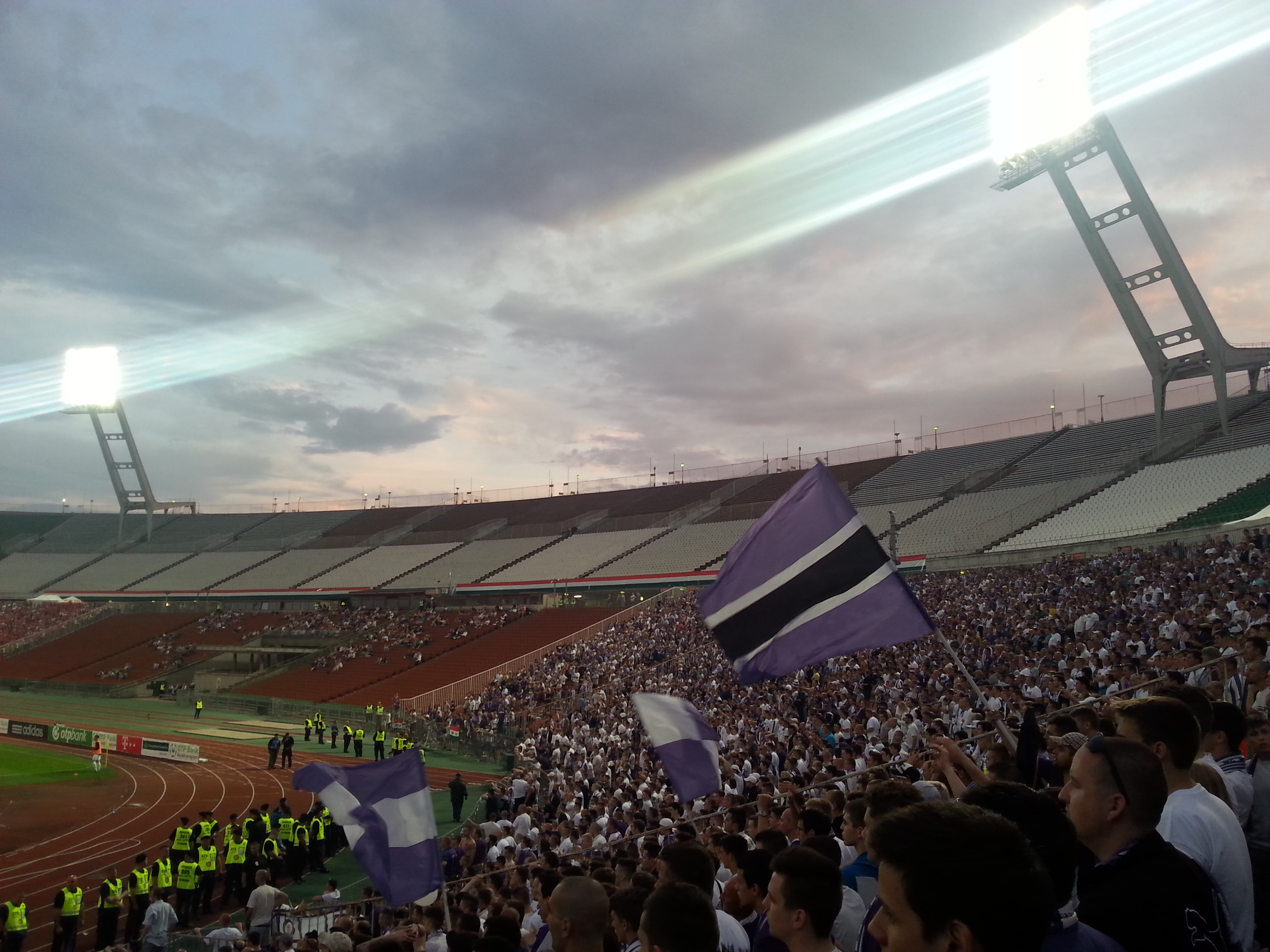
Поддержка фанатов «Уйпешта» во время финала Кубка Венгрии. 25 мая 2014 года.

С падением коммунизма в Венгрии клуб вернул своё историческое название, начав 90-е годы с победы в чемпионате Венгрии сезона 1989/90, завоевания Кубка Венгрии и первого в истории Суперкубка Венгрии в 1992 году. За этим успехом последовал заметный спад в результатах, и очередной, двадцатый для клуба, чемпионский титул в сезоне 1997/98, являющийся на сегодня последним завоёванным чемпионским титулом «Уйпешта». Конец 90-х клуб встретил временными финансовыми трудностями, однако быстро преодолев их в 2002 году, «Уйпешту» удаётся выиграть очередной Кубок и Суперкубок Венгрии. Трижды становясь вице-чемпионом в 2004, 2006 и 2009 году команда начинаеи вновь выходить на первые роли в чемпионате Венгрии. В августе 2006 года в возрасте 82 лет умирает легенда «Уйпешта» Ференц Суса. За свою долгую профессиональную карьеру, которую он посвятил только «Уйпешту», он забил 393 голов в 463 матчах. Ещё с 2003 года «Медьери ути», домашняя арена команды носит его имя.
В июле 2011 года техническим директором «Уйпешту» был знаменитый в прошлом нидерландский тренер Лео Бенхаккер. 19 октября 2011 года новым владельцем команды становится бельгийский бизнесмен Родерик Дюшале. 27 октября 2011 года руководство «Уйпешта» подтвердило, что семьёй Дюшале было вложено 150 миллионов венгерских форинтов в развитие клуба. Как новый президент клуба Дюшале ставил себе задачу вернуть «Уйпешту» славу 70-х годов. 25 мая 2014 года «Уйпешт» выигрывает Кубок Венгрии победив по пенальти «МТК», и в этом же году Суперкубок Венгрии победив «Дебрецен» также по пенальти. Эти победами клуб прервал свой двенадцатилетний безтрофейный период.

## Болельщики и соперничество с другими клубами
«Уйпешт» является важным участников Будапештского дерби. Это дерби формирует совокупность противостояний ряда столичных клубов, центральной фигурой в которых в настоящее время является «Ференцварош». Противостояние «Уйпешта» с «Ференцварошем» берёт своё начало в 30-е годы, когда «Уйпешт» выиграл свой первый чемпионский титул. В дальнейшем обе команды неоднократно становились на пути у друг друга став не только одними из самых популярных, но и самых успешных команд Венгрии. Независимо от положения клубов в таблице, встречи этих команд собирают полные трибуны с обеих сторон. Также дерби «Уйпешта» и «Ференцвароша» зачастую сопровождается частыми столкновениями болельщиков обеих команд.

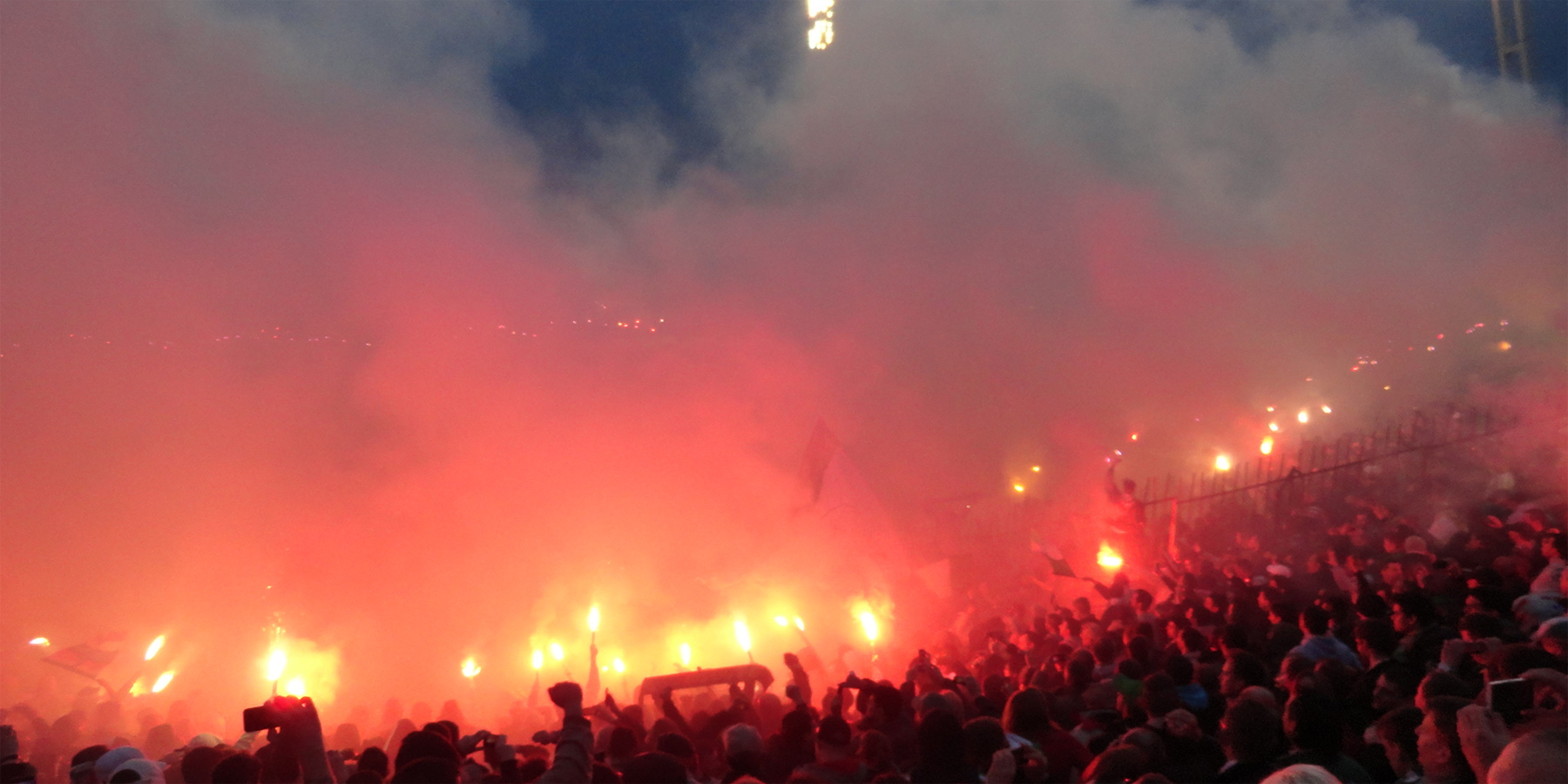
Трибуны «Альберт Флориан» во время матча «Ференцварош» — «Уйпешт». 10 марта 2013 года.

Враждебность ультрас обеих команд к друг другу настолько высокая, что полиции приходится усиленно охранять территорию у станций метро возле арен «Ференц Суса» и «Групама Арена» до и после матчей между командами. Так к примеру, весной 2014 года полиции пришлось применить против ультрас обеих команд слезоточивый газ. В апреле 2015 года обе стороны пришли к согласию и бойкотировали матч «Ференцварош» — «Уйпешт» на «Групама Арена» из-за «особых» правил входа для болельщиков команд на арену. Вражда «Ференцвароша» и «Уйпешта» очень похожа на вражду австрийских клубов «Рапид» и «Аустрия». Все потому, что «Ференцварош» и «Рапид», как и «Уйпешт» с «Аустрией» имеют одни и те же клубные цвета, и обе пары команд являются столичными клубами своих стран.
Другими участниками Будапештского дерби являются: «МТК», «Гонвед», «Вашаш» и «БВСК». Матчи с этими командами также являются принципиальными для болельщиков «Уйпешта», однако не настолько важны как матчи с «Ференцварошем». Помимо столичных клубов противниками «Уйпешта» также считаются «Дебрецен» и «Фехервар».
Ультрас «Уйпешта» представлены группировками: «Ultra Viola Bulldogs»(UVB92), «Viola Fidelity», «Viola Kaos» и «Korps». Самой большой и известной из них являются основанные в 1992 году «Ultra Viola Bulldogs». По словам основателей группировки, на имя «бульдоги» их вдохновил один из баннеров в статье о болельщиках нидерландского «АДО Ден Хааг». В своём становлении группировка равнялись на ультрас итальянской «Фиорентины». «UVB92» стараются быть вне политики, и позиционируют себя аполитичными. В то же время по признанию самых ультрас, большая часть членов группировки скорее склоняется к правым взглядам. Особое место среди врагов группировки, равным счётом, как и остальных ультрас «Уйпешта» занимают ультрас команд: «Ференцварош», «Гонвед» и «Диошдьёр». Друзьями ультрас «Уйпешта» традиционно считаются болельщики испанского «Реал Мадрида», а именно, группировка «Orgullo Vikingo», итальянской «Фиорентины» и польского «Погонь (Щецин)».

## Стадион

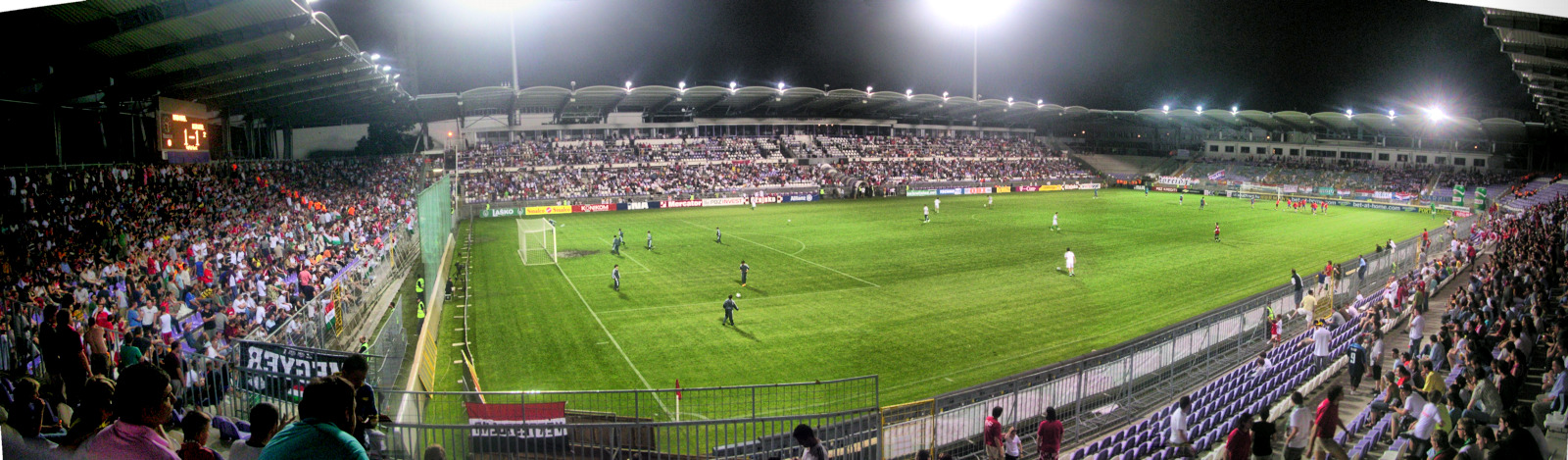
Панорама «Ференц Суса» в 2016 году.

«Ференц Суса» (венг. Szusza Ferenc Stadion) — футбольный стадион в городе Будапешт, Венгрия. Ранее был известен под названием — «Медьери ути». Строительство стадиона было начато в 1921 году по проекту известного венгерского спортсмена и архитектора Альфреда Хайоша. 17 сентября 1922 года арена была торжественно открыта матчем «Уйпешта» против «Ференцвароша» в котором хозяева одержали победу 2:1. С июня 1925 года по июнь 1929 года велосипедная трасса, проходившая вокруг поля, была расширена, что позволило её использовать в качестве велодрома. Это сократило вместимость арены до 15 000 мест. После сильного наводнения 1945 года часть трибун «Медьери ути» была полностью разрушена, но уже после реконструкции 1946 года, вместимость арены была расширена до 46 117 мест. Это сделало «Медьери ути» самой большой футбольной ареной Венгрии своего времени.

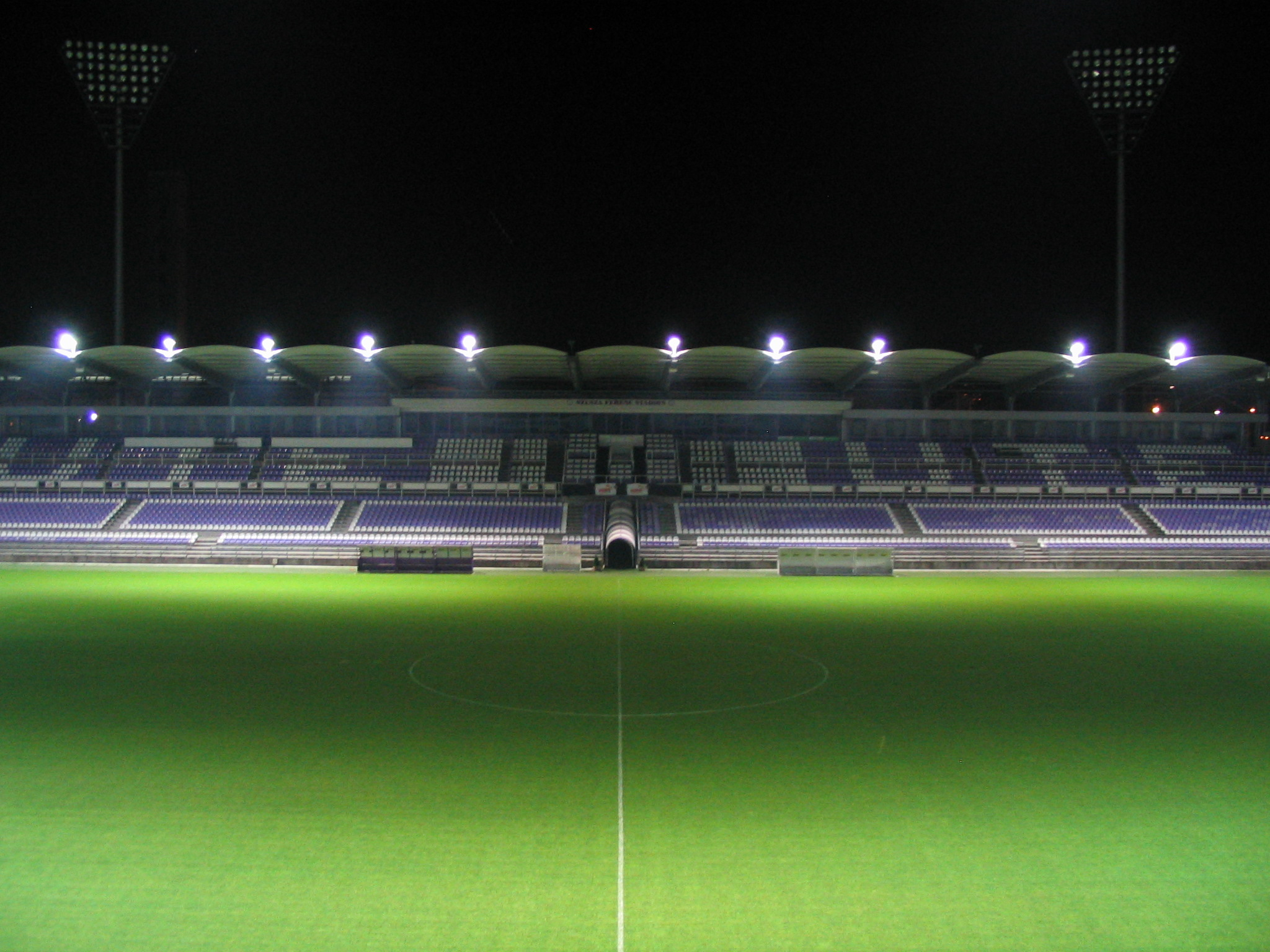
Ночной «Ференц Суса».

В 1948 году арена принимает свой первый международный матч. На поле «Медьери ути» сборная Венгрии одерживает разгромную победу над сборной Румынии со счётом 9:0. С этого года стадион становится домом для национальной сборной вплоть до 1953 года, и в дальнейшем одной из арен сборной. Основные события Всемирного фестиваля молодёжи и студентов 1949 года также проходили на «Медьери ути». В апреле 1968 года на арене были установлены первые прожекторы. В 1969 году «Медьери ути» принимает один из матчей финала Кубка Ярмарок в которых «Уйпешт» противостоял английскому «Ньюкасл Юнайтед». Помимо этого финала арена принимала на своём поле финальные матчи Кубка Венгрии 1972 и 2007 годов. Вплоть до 2000 года единственной реконструкцией проводимой на арене стала смена системы освещения в 1988 году. В 2003 году арене было присвоено имя легендарного венгерского футболиста Ференца Сусы. 16 октября 2016 года, руководство клуба объявило, что начатая осенью реконструкции арены завершится к концу октября 2016 года. По её итогам вместимость арены была снижена с 13 501 до 12 670.

## Достижения

### Национальные
- Чемпионат Венгрии
  - Чемпион (20): 1929/30, 1930/31, 1932/33, 1934/35, 1938/39, 1945 (весна), 1945/46, 1946/47, 1959/60, 1969, 1970 (весна), 1970/71, 1971/72, 1972/73, 1973/74, 1974/75, 1977/78, 1978/79, 1989/90, 1997/98
  - Серебряный призёр (21): 1920/21, 1922/23, 1926/27, 1931/32, 1933/34, 1935/36, 1937/38, 1940/41, 1941/42, 1960/61, 1961/62, 1967, 1968, 1976/77, 1979/80, 1986/87, 1994/95, 1996/97, 2003/04, 2005/06, 2008/09
  - Бронзовый призёр (19): 1916/17, 1918/19, 1921/22, 1923/24, 1927/28, 1928/29, 1936/37, 1939/40, 1950 (осень), 1951, 1952, 1957 (весна), 1962/63, 1965, 1975/76, 1987/88, 1995/96, 1998/99
- Кубок Венгрии
  - Обладатель (11): 1969, 1970, 1975, 1981/82, 1982/83, 1986/87, 1991/92, 2001/02, 2013/14, 2017/18, 2020/21
  - Финалист (7): 1922, 1923, 1925, 1927, 1933, 1998, 2016
- Суперкубок Венгрии
  - Обладатель (3): 1992, 2002, 2014

### Международные
- Кубок Наций
  - Обладатель : 1930
- Кубок Митропы
  - Обладатель (2): 1929, 1939
  - Финалист : 1967
- Кубок ярмарок
  - Финалист : 1968/69
- Кубок европейских чемпионов
  - Полуфиналист : 1973/74
- Кубок Обладателей Кубков
  - Полуфиналист : 1961/62

### Другие
- Кубок Жоана Гампера
  - Обладатель : 1970
- Трофей Коломбино
  - Обладатель : 1971

## Выступление клуба в еврокубках
| Сезон   | Турнир                      | Раунд    | Клуб                | Дома | Выезд | Общий счёт |
| ------- | --------------------------- | -------- | ------------------- | ---- | ----- | ---------- |
| 1958/60 | Кубок ярмарок               | 1/8      | Загреб XI           | 1-0  | 2-4   | 3-4        |
| 1960/61 | Кубок европейских чемпионов | 1/16     | Црвена Звезда       | 3-0  | 2-1   | 5-1        |
|         |                             | 1/8      | Бенфика             | 2-1  | 2-6   | 4-7        |
| 1960/61 | Кубок ярмарок               | 1/8      | Бирмингем Сити      | 1-2  | 2-3   | 3-5        |
| 1961/62 | Кубок обладателей кубков    | 1/16     | Флориана            | 10-2 | 5-2   | 15-4       |
|         |                             | 1/8      | Аякс                | 3-1  | 1-2   | 4-3        |
|         |                             | 1/4      | Данфермлин Атлетик  | 4-3  | 1-0   | 5-3        |
|         |                             | 1/2      | Фиорентина          | 0-1  | 0-2   | 0-3        |
| 1962/63 | Кубок обладателей кубков    | 1/16     | Заглембе            | 5-0  | 0-0   | 5-0        |
|         |                             | 1/8      | Наполи              | 1-1  | 1-1   | 2-2 1:3    |
| 1962/63 | Кубок Интертото             | Група 2  | Стад Франсе         | 0-0  | 1-0   |            |
|         |                             | Група 2  | Мантова             | 4-0  | 4-1   |            |
|         |                             | Група 2  | ЧКД                 | 2-2  | 3-2   |            |
|         |                             | 1/4      | Словнафт Братислава | 1-0  | 1-4   | 2-4        |
| 1963/64 | Кубок ярмарок               | 1/16     | Лейпциг             | 3-2  | 0-0   | 3-2        |
|         |                             | 1/8      | Локомотив Пловдив   | 0-0  | 3-1   | 3-1        |
|         |                             | 1/4      | Валенсия            | 3-1  | 2-5   | 5-6        |
| 1963/64 | Кубок ярмарок               | 1/16     | Эвертон             | 3-0  | 1-2   | 4-2        |
|         |                             | 1/8      | Кёльн               | 4-0  | 2-3   | 6-3        |
|         |                             | 1/4      | Лидс Юнайтед        | 1-1  | 1-4   | 2-5        |
| 1968/69 | Кубок ярмарок               | 1/32     | Унион Люксембург    | х-х  | х-х   | *          |
|         |                             | 1/16     | Арис Салоники       | 9-1  | 2-1   | 11-2       |
|         |                             | 1/8      | Легия               | 2-2  | 1-0   | 3-2        |
|         |                             | 1/4      | Лидс Юнайтед        | 2-0  | 1-0   | 3-0        |
|         |                             | 1/2      | Гёзтепе             | 4-0  | 4-1   | 8-1        |
|         |                             | Финал    | Ньюкасл Юнайтед     | 2-3  | 0-3   | 2-6        |
| 1969/70 | Кубок ярмарок               | 1/32     | Партизан            | 2-0  | 1-2   | 3-2        |
|         |                             | 1/16     | Брюгге              | 3-0  | 2-5   | 5-5 *      |
|         |                             | 1/8      | Карл Цейс           | 0-3  | 0-1   | 0-4        |
| 1970/71 | Кубок европейских чемпионов | 1/16     | Црвена Звезда       | 2-0  | 0-4   | 2-4        |
| 1971/72 | Кубок европейских чемпионов | 1/16     | Мальмё              | 4-0  | 0-1   | 4-1        |
|         |                             | 1/8      | Валенсия            | 2-1  | 1-0   | 3-1        |
|         |                             | 1/4      | Селтик              | 1-2  | 1-1   | 2-3        |
| 1972/73 | Кубок европейских чемпионов | 1/16     | Базель              | 2-0  | 2-3   | 4-3        |
|         |                             | 1/8      | Селтик              | 3-0  | 1-2   | 4-2        |
|         |                             | 1/4      | Ювентус             | 2-2  | 0-0   | 2-2 *      |
| 1973/74 | Кубок европейских чемпионов | 1/16     | Уотерфорд Юнайтед   | 3-0  | 3-2   | 6-2        |
|         |                             | 1/8      | Бенфика             | 2-0  | 1-1   | 3-1        |
|         |                             | 1/4      | Спартак Трнава      | 1-1  | 1-1   | 2-2 4:3    |
|         |                             | 1/2      | Бавария             | 1-1  | 0-3   | 1-4        |
| 1974/75 | Кубок европейских чемпионов | 1/18     | Левски              | 4-1  | 3-0   | 7-1        |
|         |                             | 1/8      | Лидс Юнайтед        | 1-2  | 0-3   | 1-5        |
| 1975/76 | Кубок европейских чемпионов | 1Р       | Цюрих               | 4-0  | 1-5   | 5-5 *      |
|         |                             | 2Р       | Бенфика             | 3-1  | 2-5   | 5-6        |
| 1976/77 | Кубок УЕФА                  | 1/32     | Атлетик Бильбао     | 1-0  | 0-5   | 1-5        |
| 1977/78 | Кубок УЕФА                  | 1/32     | ЛАСК                | 7-0  | 2-3   | 9-3        |
| 1978/79 | Кубок европейских чемпионов | 1/16     | Зброёвка Брно       | 0-2  | 2-2   | 2-4        |
| 1979/80 | Кубок европейских чемпионов | 1/16     | Дукла Прага         | 3-2  | 0-2   | 3-4        |
|         |                             | 1/8      | Атлетик Бильбао     | 2-0  | 0-3   | 2-3 *      |
| 1980/81 | Кубок УЕФА                  | 1/32     | Реал Сосьедад       | 1-1  | 0-1   | 1-2        |
| 1982/83 | Кубок обладателей кубков    | 1/16     | Гётеборг            | 3-1  | 1-1   | 4-2        |
|         |                             | 1/8      | Реал Мадрид         | 0-1  | 1-3   | 1-4        |
| 1983/84 | Кубок обладателей кубков    | 1/16     | АЕК                 | 4-1  | 0-2   | 4-3        |
|         |                             | 1/8      | Кёльн               | 3-1  | 2-4   | 5-5 *      |
|         |                             | 1/4      | Абердин             | 2-0  | 0-3   | 2-3 *      |
| 1985    | Кубок Интертото             | Група 10 | Волеренга           | 3-0  | 0-2   |            |
|         |                             | Група 10 | Хаммарбю            | 2-1  | 2-2   |            |
|         |                             | Група 10 | Айзенштадт          | 3-0  | 1-0   |            |
| 1986    | Кубок Интертото             | Група 6  | Орхус               | 1-0  | 3-2   |            |
|         |                             | Група 6  | Грассхопперс        | 3-1  | 1-0   |            |
|         |                             | Група 6  | Адмира Ваккер       | 2-0  | 2-3   |            |
| 1987    | Кубок Интертото             | Група 3  | Висмут (Ауэ)        | 3-3  | 0-3   |            |
|         |                             | Група 3  | Спартак (Варна)     | 5-1  | 0-2   |            |
|         |                             | Група 3  | Хальмстад           | 4-2  | 0-2   |            |
| 1987/88 | Кубок обладателей кубков    | 1/16     | АДО Ден Хааг        | 1-0  | 1-3   | 2-3        |
| 1988/89 | Кубок УЕФА                  | 1/32     | Акранес             | 2-1  | 0-0   | 2-1        |
| 1990/91 | Кубок европейских чемпионов | 1/16     | Наполи              | 0-2  | 0-3   | 0-5        |
|         |                             | 1/8      | Бордо               | 0-1  | 0-1   | 0-2        |
| 1992/93 | Кубок обладателей кубков    | 1/16     | Парма               | 1-1  | 0-1   | 1-2        |
| 1995/96 | Кубок УЕФА                  | 1/64     | Кошице              | 2-1  | 1-0   | 3-1        |
|         |                             | 1/32     | Страсбур            | 0-2  | 0-3   | 0-5        |
| 1997/98 | Кубок УЕФА                  | 1КР      | Клаксвик            | 6-0  | 3-2   | 9-2        |
|         |                             | 2КР      | Орхус               | 0-0  | 2-3   | 2-3        |
| 1998/99 | Лига чемпионов УЕФА         | 1КР      | Зимбру              | 3-1  | 0-1   | 3-2        |
|         |                             | 2КР      | Штурм Грац          | 2-3  | 0-4   | 2-7        |
| 1998/99 | Кубок УЕФА                  | 1Р       | Брюгге              | 0-5  | 2-2   | 2-7        |
| 1999/00 | Кубок УЕФА                  | КР       | Воеводина           | 1-1  | 0-4   | 1-5        |
| 2002/03 | Кубок УЕФА                  | КР       | Клаксвик            | 1-0  | 2-2   | 3-2        |
|         |                             | 1Р       | Пари Сен-Жермен     | 0-1  | 0-3   | 0-4        |
| 2004/05 | Кубок УЕФА                  | 2КР      | Серветт             | 3-1  | 2-0   | 5-1        |
|         |                             | 1Р       | Штутгарт            | 1-3  | 0-4   | 1-7        |
| 2006/07 | Кубок УЕФА                  | 1КР      | Вадуц               | 0-4  | 1-0   | 1-4        |
| 2009/10 | Лига Европы УЕФА            | 2КР      | Стяуа               | 1-2  | 0-2   | 1-4        |
| 2018/19 | Лига Европы УЕФА            | 1КР      | Нефтчи              | 4−0  | 1−3   | 5−3        |
|         |                             | 2КР      | Севилья             | 1−3  | 0−4   | 1−7        |

## Статистика еврокубков
«Уйпешт» неоднократно представлял Венгрию в Лиге чемпионов УЕФА, Кубке УЕФА, Кубке обладателей кубков.
| Турнир                   | Матчи | Победы | Ничьи | Поражения | Забито | Пропущено |
| ------------------------ | ----- | ------ | ----- | --------- | ------ | --------- |
| Лига чемпионов УЕФА      | 44    | 18     | 8     | 18        | 70     | 72        |
| Кубок УЕФА               | 66    | 27     | 10    | 29        | 106    | 107       |
| Кубок обладателей кубков | 27    | 11     | 5     | 11        | 51     | 40        |
| Всего в еврокубках       | 137   | 56     | 23    | 58        | 227    | 219       |

## Производители формы и спонсоры
| Период    | Производитель | Спонсор                    |
| --------- | ------------- | -------------------------- |
|           | adidas        | -                          |
|           | adidas        | Budapest Bank              |
|           | Umbro         | ConCorde telecom           |
|           | Umbro         | Havasi Kft.                |
| 2003-2006 | Puma          | Walton                     |
| 2006-2007 | Puma          | -                          |
| 2007-2009 | Puma          | DHL                        |
| 2009-2010 | Puma          | Radisson Blu               |
| 2010-2011 | Puma          | Birdland Golf & SPA Resort |
| 2011-2012 | Puma          | GDF Suez                   |
| 2012-2016 | Puma          | -                          |
| 2016-2017 | Joma          | -                          |
| 2017-2018 | Joma          | Gallica                    |